# Burg Altentann
Die Lagestelle der abgegangenen Burg Altentann liegt in Henndorf am Wallersee im Bundesland Salzburg (bei Hof 31). Das Objekt steht unter Denkmalschutz.

## Geschichte
Altentann war einst eine Wasserburg der Herren von Tann. Diese waren seit 1100 Ministeriale der Erzbischöfe von Salzburg und hatten die Aufgabe, das Gebiet um den Wallersee für das Hochstift Salzburg zu erwerben. Ursprünglich waren die Burg und die dazugehörende Grafschaft Wallersee ein Lehen der bayerischen Herzöge. Im Zentrum ihres Machtbereiches ließen sie die Burgen Altentann und Lichtentann errichten. Die Tanner waren bis zu ihrem Untergang in Vertretung der Herzöge von Bayern Erbkämmerer des Erzbistums Salzburg. Das Pfleggericht Altentann umfasst um 1391 die Gegend südlich und westlich des Wallersees.
Die Burg Altentann wird 1234 anlässlich eines Grundstücktausches mit dem Kloster St. Peter erstmals genannt. 1326 schließen die Brüder Niclas und Eckart von Tann eine Gütergemeinschaft, zu der auch in „Tann unser hous mit dem Gericht datz Höndorf“ gehört. 1358 beginnt die „Tanner Fehde“, welche darin begründet war, dass der Salzburger Adel den Übergang der Lehenshoheit von der Bayerischen Herzögen auf den Salzburger Erzbischof und den Verlust der Vogteirechte (Gerichtsbarkeit) nicht hinnehmen wollte. Trotz verschiedener Friedensschlüsse kam es zu keinem Ende der kriegerischen Auseinandersetzungen; erst mit dem Aussterben der Tanner 1396 wurde der Krieg beendet.
Bei einem Vergleich 1391 zwischen Konrad, dem Herzog von Bayern, den Kuchlern Hertnid und Eberhard sowie dem Erzbischof Pilgrim fiel die Burg Altentann mit „Gericht, Vogtai, Vischwaid, Gejaid, Mannschaft und all ander Nuzz und Gilt“ an den Erzbischof von Salzburg. Die Burg wurde zuerst dem Nikola Pürnpeckh als Lehen gegeben. 1418 wurden Wolfhart Uiberacker und sein Sohn auf Lebenszeit mit der Feste und Burghut Altentann belehnt. Ihnen folgten 1420 Virgil Uiberacker und seine Söhne Ernst und Wolfshart. Von 1444 bzw. 1462 waren die Uiberacker bis 1693/1803 erbliche Inhaber des Pfleggerichts Altentann.

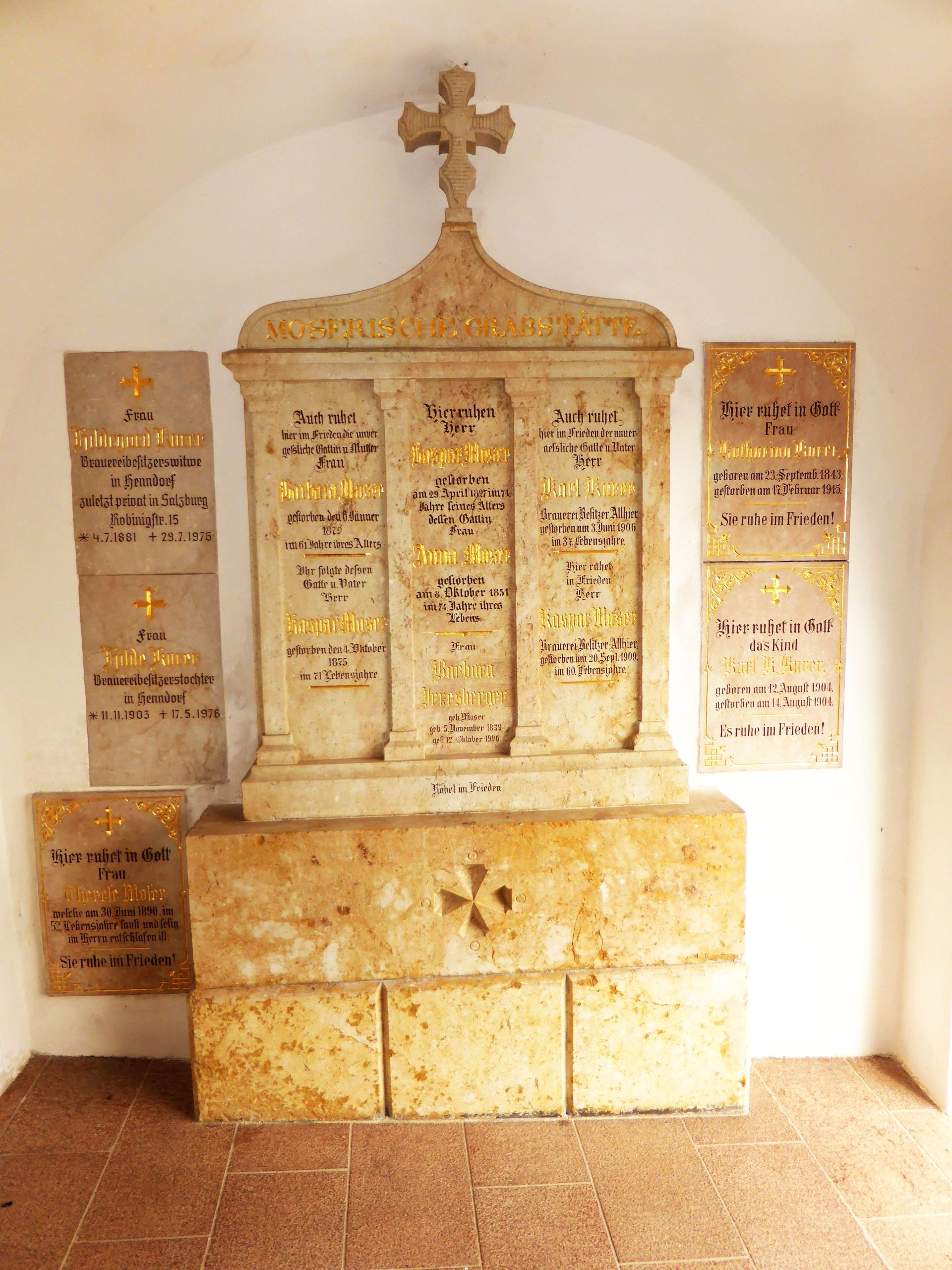
Epitaph der Familie Moser in der Kath. Pfarrkirche hl. Vitus

Zur Burg gehörte auch die angeblich 1156 geweihte Kapelle St. Johannes, die durch Einkünfte von drei Thalgauern Gütern erhalten wurde. Diese Einnahmen wurden 1764 an die Schlosskapellen in Golling und Hellbrunn übertragen, da damals die Kapelle St. Johannes aufgehört hatte zu bestehen.
Nach der Säkularisation kam der Besitz von Altentann an die Brauerei Henndorf (Familie Moser), 1933 erwarb diesen dann die Familie Wehrle und 1989 die Margo-Golfanlagen GmbH.

## Baugeschichte von Altentann
Die Burg Altentann war ursprünglich von einem beträchtlichen Wassergraben umgeben; sie bestand im Wesentlichen aus einem hohen Turm, angebauten Stallungen, einer Kapelle, vier Traidkästen und einem Torbau. Sie stand auf einer etwa 16 m Durchmesser betragenden elliptischen Insel. Ein Steg mit zwei gemauerten Pfeilern führte zur Burg. Die Burg wurde ab 1560 mit einer Ringmauer umgeben. Zur Burg gehörten ein Meierhof und weitere vier Weiher; zudem eine Mühle, Stallungen für Pferde, Schafe und Schweine, ein Pflanzgarten und mehrere Äcker, auch werden ein Backofen und eine Vogeltenne genannt.
Die von den Uiberackern bewohnte Burg wurde 1680 durch einen Brand schwer beschädigt; alle hölzernen Teile des Gebäudes sind dabei vernichtet worden und nur die Gewölbe im Turm blieben erhalten. Schloss und Nebengebäude sind aber wieder aufgebaut worden. Das Schloss wurde als Getreidespeicher verwendet. 1701 waren die übereinander aus Ziegeln gemauerten Gänge so baufällig, dass sie abgerissen werden sollten, was aber nicht geschah. In der Folge (1709, 1761) erhielten aber mehrere Personen die Erlaubnis, sich Steine des Schlossgebäudes zu holen. 1762 wurden jedoch wieder Reparaturarbeiten durchgeführt. Zwischen 1770 und 1778 wurden behauene Steine der Burg Altentann für den Brückenbau im Pfleggericht Neumarkt verwendet. 1796 waren nur mehr wenige Trümmer auf einem von Fischteichen umgebenen Hügel vorhanden. Die einstmals zum Schloss gehörenden Gebäude (Zehentstadel, Stall, Maierstadel) wurden von der Hofmeierei in Salzburg genutzt.

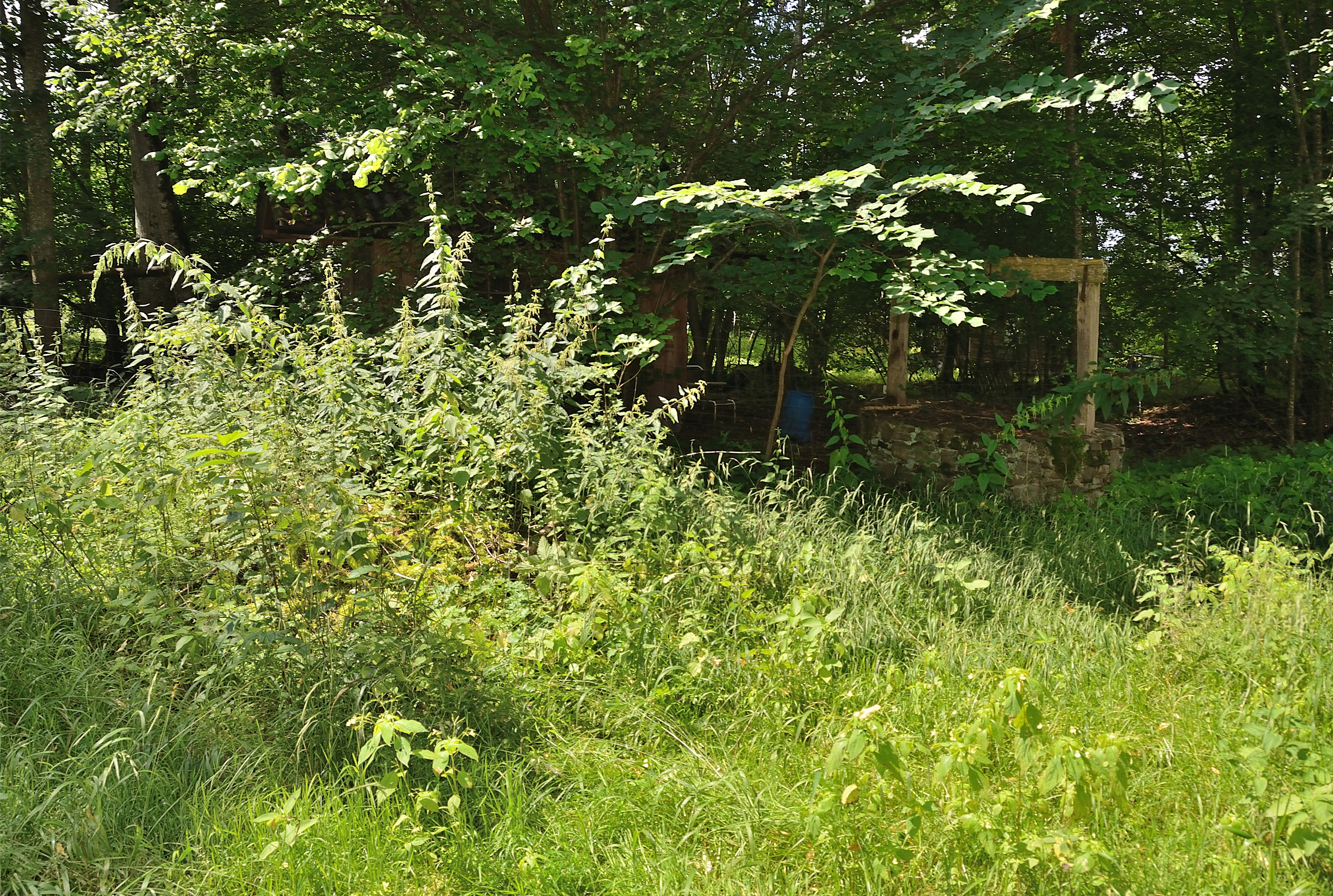
Zustand auf der Insel

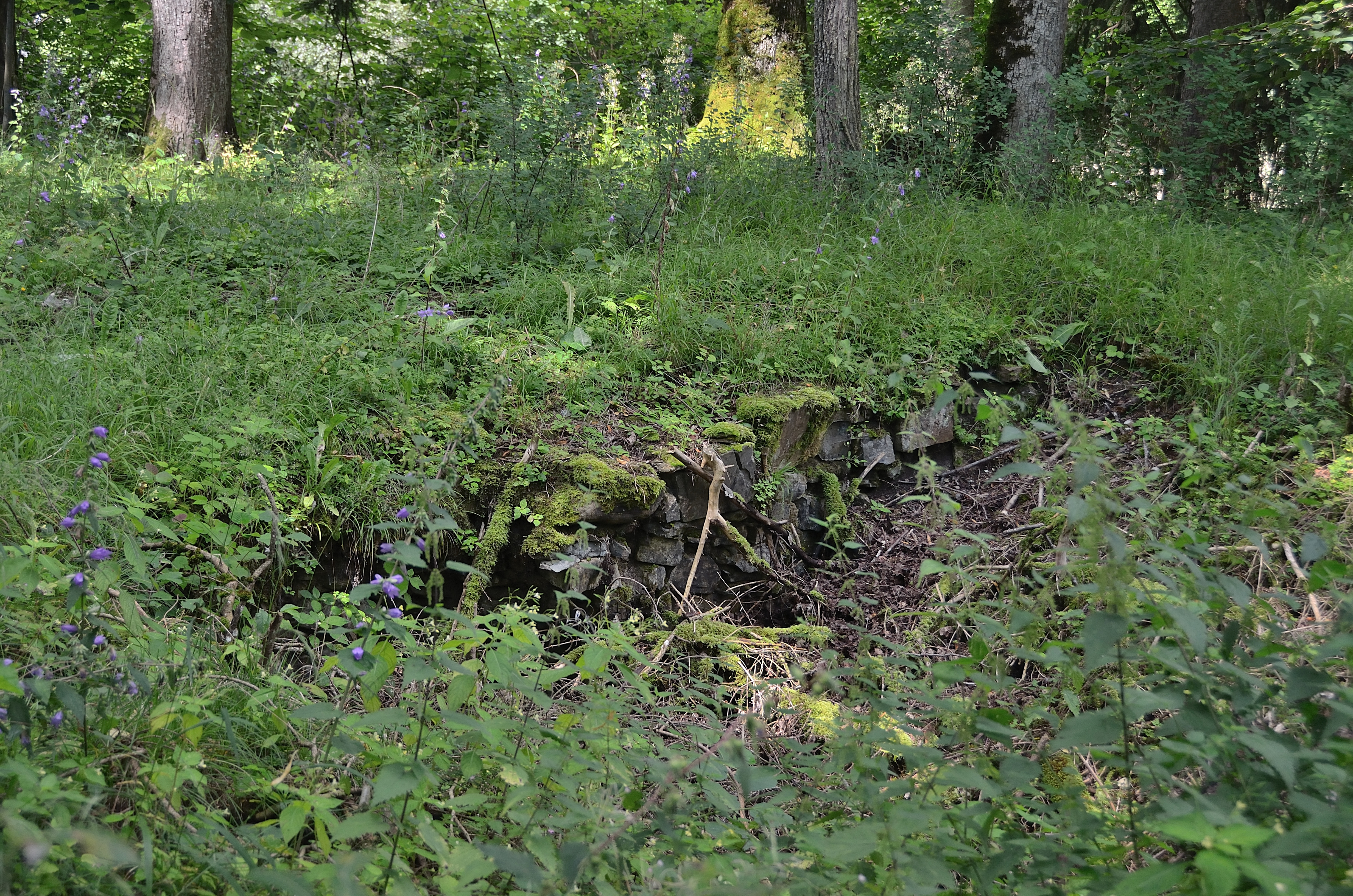
Mauerreste auf der Insel

Ende des 19. Jahrhunderts wird nur noch von einem von einem Naturpark umgebenen kleinen Häuschen an der Stelle der Burg berichtet. In diesem soll sich eine Mutter-Gottes-Statue und ein auf einem Delphin reitender Torso befunden haben. Dieser Zustand blieb bis zur Errichtung des Golfplatzes Altentann 1988 erhalten, heute ist nur mehr der Wassergraben und die Burginsel erkennbar, auf der Insel gibt es noch spärliche Mauerreste und einen (rezenten?) Brunnenschacht.